# 阿维尼奥内特-德普伊格文托斯
阿维尼奥内特德普伊格文托斯，是西班牙加泰罗尼亚赫罗纳省的一个市镇。总面积12平方公里，总人口874人（2001年），人口密度73人/平方公里。